# Oplonaeschna
Oplonaeschna is een geslacht van libellen (Odonata) uit de familie van de glazenmakers (Aeshnidae).

## Soorten
Oplonaeschna omvat 2 soorten:
- Oplonaeschna armata (Hagen, 1861)
- Oplonaeschna magna González & Novelo, 1998